# Conus bullatus
Conus bullatus (nomeada, em inglês, Bubble Cone; na tradução para o português, "Conus bolha") é uma espécie de molusco gastrópode marinho predador do gênero Conus, pertencente à família Conidae. Foi classificada por Carolus Linnaeus em 1758, descrita em sua obra Systema Naturae. É nativa do Indo-Pacífico. Espécies de moluscos Conidae são potencialmente perigosas ao homem, por apresentar uma glândula de veneno conectada a um mecanismo de disparo de sua rádula, em formato de arpão, dotada de neurotoxinas que podem levar ao óbito. Pertence ao subgênero Textilia.

## Descrição da concha
Conus bullatus possui concha cônica, com uma espiral baixa e protoconcha proeminente, com última volta cilíndrico-arredondada, revestida com marcas de coloração alaranjada, abóbora e salmão; possuindo no máximo 8 centímetros de comprimento. Abertura arredondada, com lábio externo afinado e interior branco ou amarelado.

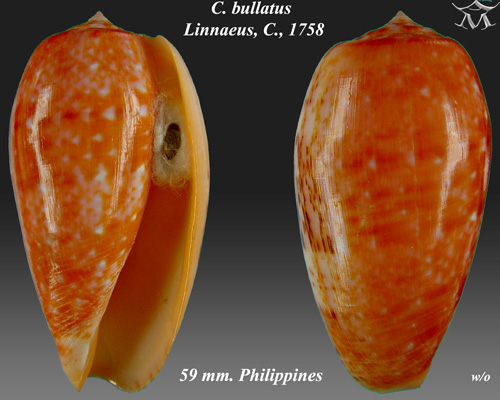
Fotografia com duas vistas de uma concha de Conus bullatus Linnaeus, 1758.
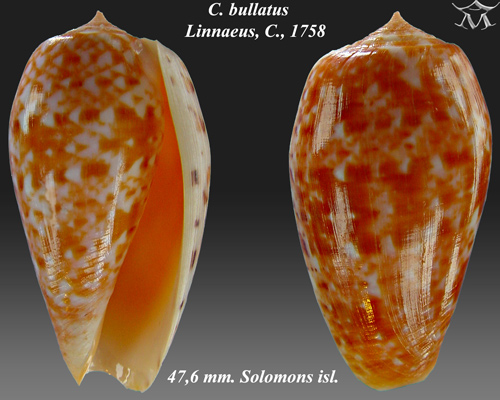
Fotografia com duas vistas de uma concha de Conus bullatus Linnaeus, 1758.
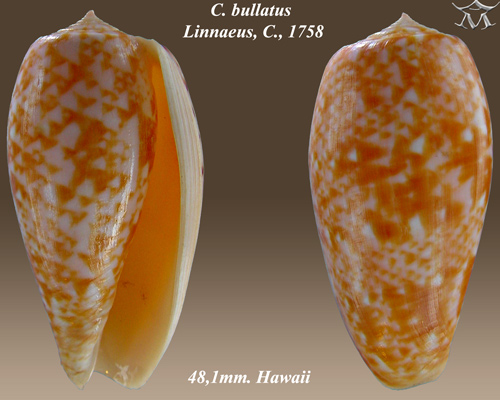
Fotografia com duas vistas de uma concha de Conus bullatus Linnaeus, 1758.
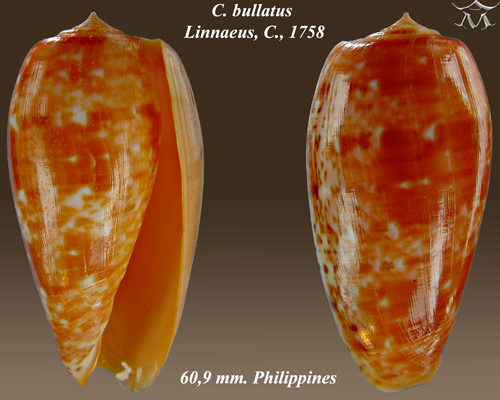
Fotografia com duas vistas de uma concha de Conus bullatus Linnaeus, 1758.
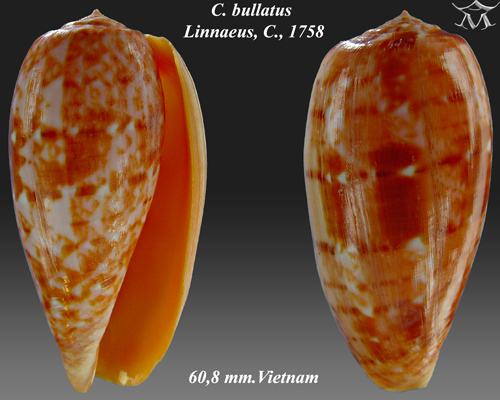
Fotografia com duas vistas de uma concha de Conus bullatus Linnaeus, 1758.

## Habitat e distribuição geográfica
Esta espécie é encontrada espalhada no Indo-Pacífico e Pacífico Ocidental, nas Filipinas até ilhas Marshall, Marquesas e Polinésia Francesa, em direção à África Oriental (em Maurícia), no oceano Índico. Seu habitat é fora da costa, até os 20 metros de profundidade.